# كورنيليا هيرمان
كورنيليا هيرمان (بالألمانية: Cornelia Herrmann)‏ هي موسيقية نمساوية، ولدت في 1977 في سالزبورغ في النمسا.